# Tumarapi
Tumarapi – miasto w Boliwii, w departamencie La Paz, w prowincji Pacajes.